# Reserva natural estatal Azalea
Azalea State Natural Reserve ( en español: Reserva de Naturaleza  estatal de azaleas), es una reserva de naturaleza y jardín botánico de 30 acres (12 hectáreas) de extensión, localizado en las cercanías de Trinidad, California.
Está administrado por el « California Department of Parks and Recreation ». 

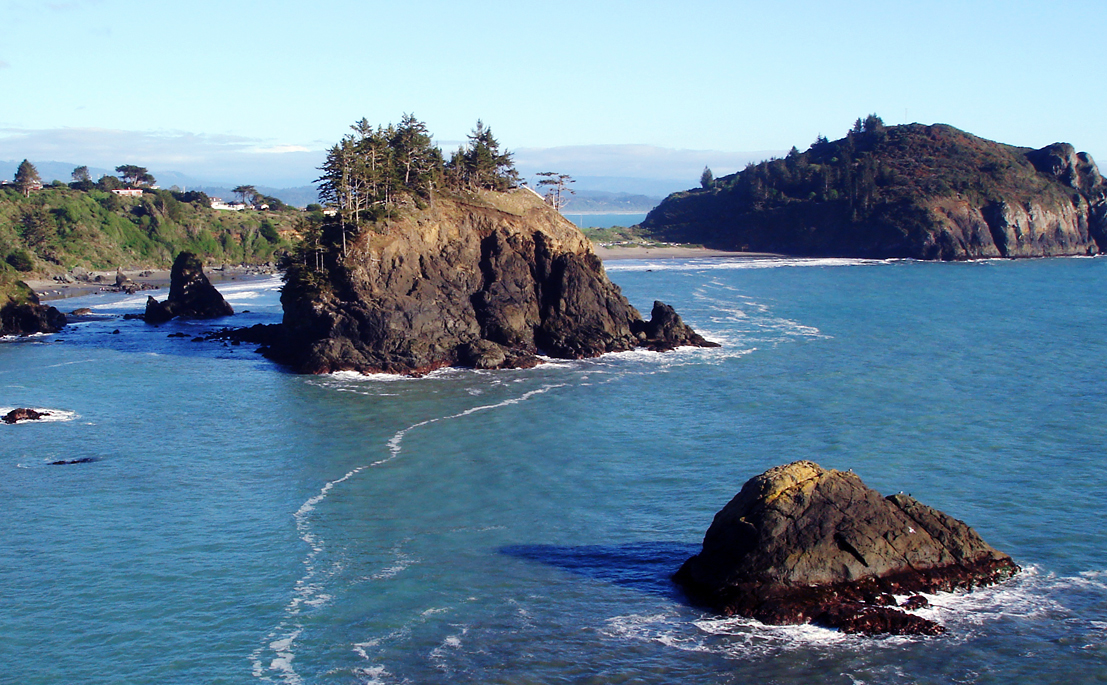
La "Trinidad State Beach" de las cercanías de Trinidad.

## Localización
A unas 5 millas al norte de Arcata, tomando la "McKinleyville exit" salirse de la "Highway 101". Conducir unas 2 millas en dirección este dentro de la "North Bank Road" y girando a la izquierda se encuentra la reserva.
Azalea State Natural Reserve 15336 Highway 101, Trinidad, Humboldt County CA 95570 California United States of America-Estados Unidos de América.
Planos y vistas satelitales.40°55′6″N 124°04′48″O / 40.91833, -124.08000
- Promedio anual de lluvias :1300 mm

Hay que concertar con antelación la visita, normalmente entre abril y mayo cuando se produce la floración de las azaleas.
Otros puntos de interés próximos incluye Trinidad State Beach, Patrick's Point State Park, y Fort Humboldt State Historic Park.

## Historia
El « California Department of Parks and Recreation » administra 280 unidades de parques, que contienen la colección más interesante y más diversa de los recursos naturales, culturales y recreativos que se encuentran dentro de California.
Las 12 hectáreas de la propiedad fueron adquiridas por el Estado de California en 1943.

## Colecciones
Cada primavera entre abril y mayo cuando se produce la floración de la azalea occidental Rhododendron occidentale hay una profusión de color blanco y rosa y se perfuma el aires con su olor. 
Colección de plantas nativas de la costa norte de California con coníferas de "redwood forests" (Sequoioideae), Iris, Lilium occidentale (nativo del norte de California y Oregón), y numerosos arbustos.
Cuenta con un sendero de naturaleza autoguiado, con énfasis en las plantas de la región de la costa norte. Hay una zona de pícnic disponible.